# Cultura și viața
Cultura și viața (în ucraineană: Культура і життя) este un ziar național ucrainean săptămânal fondat în 1923. Apare în format A3, 16 pagini color. 
Fondatori: Ministerul Culturii al Ucrainei, Comitetului Central al Sindicatelor lucrătorilor din artă ucraineni, personalul editorial. Distribuitor: - „Editura națională ziare-reviste". Redactor-șef - Eugen Buchet.